# ミスター・アーサー2
『ミスター・アーサー2』（原題：Arthur 2: On the Rocks）は、1988年制作のアメリカ合衆国のロマンティック・コメディ映画。
1981年の映画『ミスター・アーサー』の続編。監督は1982年に他界したスティーヴ・ゴードンに代わり、バッド・ヨーキンが務めている。ライザ・ミネリが本作で第9回ゴールデンラズベリー賞最低主演女優賞を受賞した（『レンタ・コップ』と併せての受賞）。日本では劇場未公開。

## あらすじ
大富豪の息子アーサーは莫大な遺産より真実の愛を選び、リンダと結婚して数年後。アーサーの元婚約者のスーザンはまだ彼を諦めきれず、彼女の父ジョンソンは未だに怒りが収まらず、アーサーへの復讐を企てていた。
そしてジョンソンの計略にはまり、アーサーは全財産を奪い取られ、無一文になってしまう。さらにその時点でリンダの妊娠が発覚、いよいよアーサーは窮地に陥る。そんな彼の前に、死んだ執事ボブソンが幽霊となって現れる。

## キャスト
- アーサー・バック：ダドリー・ムーア
- リンダ・マローラ・バック：ライザ・ミネリ
- ホブソン：ジョン・ギールグッド
- マーサ・バック：ジェラルディン・フィッツジェラルド
- キャンビー夫人：キャシー・ベイツ
- バート・ジョンソン：スティーヴン・エリオット
- ビッターマン：テッド・ロス
- フェアチャイルド：ポール・ベネディクト
- スーザン・ジョンソン：シンシア・サイクス
- ラルフ・マローラ：バーニー・マーティン
- バターワース氏：ジャック・ギルフォード